# Kalulushi (Sambia)
Kalulushi ist eine Stadt in der Provinz Copperbelt in Sambia. Sie liegt 14 Kilometer westlich von Kitwe auf etwa 1300 Metern über dem Meeresspiegel und hat 104.046 Einwohner (2022). Kalulushi ist Sitz der Verwaltung des gleichnamigen Distrikts.

## Geschichte
Kalulushi wurde als Bergarbeitersiedlung 1953 nahe bei Chibulumba gegründet und erhielt 1958 Stadtrechte.

## Wirtschaft
Heute ist die Chibulumbamine das kleinste betriebene Bergwerk in Sambia. Es werden Kupfer und Kobalt gewonnen. 2006 ist die Zahl der Arbeitsplätze erstmals seit langem wieder gestiegen. Es gibt Nahrungsindustrie, Holzverarbeitung, Plastikherstellung, Chemie und Metallhandwerke. Westlich von Kalulushi liegt das Chati Forest Reserve, in dem großflächig Eukalyptusbäume, aber auch tropische Nadelbäume und andere Gehölze gepflanzt und geerntet werden, um die Bergwerke mit Grubenholz zu versorgen.

## Infrastruktur
Kalulushi hat Grund- und Sekundarschulen sowie eine Schule für Taubstumme. Das Chapula Zambia Centre for Horticultural Training bildet Kleinbauern in Bewässerungstechniken weiter. Es gibt ein Krankenhaus.